# Clairet Hernández
Clairet Hernández (nacida como Clairet Hernández Mota, el 25 de julio de 1975 en Caracas, Venezuela) es una actriz de teatro, conocida por la serie de televisión española Sentimos las molestiasde Movistar Plus+ , donde interpreta el papel de Idaila en sus dos temporadas.

## Reseña biográfica
Clairet empezó su carrera como actriz en la ciudad de Valencia, Venezuela. Fue creadora y directora del movimiento Teatro Estable Valencia en el Museo de Baseball del Sambil, y de la agrupación teatral Trilogía Actoral. Desde el año 2015 reside en Madrid donde ha continuado su carrera en el teatro, con obras como "La Causa", y donde también ha incursionado en la industria audiovisual española, con el personaje de Idaila en la serie Sentimos las molestias (2022 y 2023), protagonizada por los reconocidos actores Antonio Resines y Miguel Rellán, y dirigida por Juan Cavestany y Álvaro Fernández Armero

## Televisión

### Series de Televisión
| Año       | Título                 | Personaje | Cadena         | Datos       |
| --------- | ---------------------- | --------- | -------------- | ----------- |
| 2025      | Machos Alfa            | Doctora   | Netflix        | 1 Episodio  |
| 2022-2023 | Sentimos las Molestias | Idaila    | Movistar Plus+ | 8 Episodios |
| 2021      | Sky Rojo               | Nines     | Netflix        | 1 Episodio  |

### Teatro
- La Causa[8]
- A 2.50 la Cuba libre[9]